# Eseosa Aigbogun
Eseosa Mandy Aigbogun (* 23. Mai 1993 in Zürich) ist eine schweizerisch-nigerianische Fussballspielerin.

## Karriere

### Vereine
Aigbogun spielte in ihrer Jugend beim FC Dietikon. Im Februar 2009 wechselte sie zum amtierenden Schweizer Meister FC Zürich Frauen. Nachdem Zürich in der Saison 2010/11 nur Vierter geworden war, wechselte sie zum FC Basel und erreichte mit diesem 2013, 2014 und 2015 den Final des Schweizer Cups der Frauen, konnte aber nur 2014 den Cup gewinnen. Im Sommer 2016 wechselte sie zum 1. FFC Turbine Potsdam.
Aigbogun verliess Turbine Potsdam zur Saison 2018/19 und trug anschliessend fünf Jahre lang den Dress des französischen Erstdivisionärs Paris FC. 2023 schloss sie sich der AS Rom an.
Auf die Saison 2025/26 hin wechselte sie zu Racing Straßburg.

### Nationalmannschaften
2011 qualifizierte sie sich mit der U-19-Nationalmannschaft für die U-19-EM und erreichte mit der Mannschaft den Halbfinal, wo sie am späteren Sieger Deutschland scheiterte, sich aber für die U-20-WM qualifizierte. Im August 2012 nahm sie mit der Schweizer U-20-Nationalmannschaft der Frauen an der U-20-WM in Japan teil, wobei sie in drei Spielen zum Einsatz kam und beim 1:2 im ersten Gruppenspiel gegen Neuseeland in der 90. Minute das einzige Turniertor für die Schweizerinnen erzielte. Die Schweiz schied danach als Gruppenletzter aus.
Am 21. September 2013 wurde sie beim WM-Qualifikationsspiel gegen Serbien in der 82. Minute zu ihrem ersten Länderspiel in der Schweizer Fussballnationalmannschaft der Frauen eingewechselt. Danach stand sie regelmässig im Aufgebot, kam aber nur beim Spiel am 16. Januar 2014 gegen Portugal zu einem Einsatz über 90 Minuten. Ansonsten blieb es bei Kurzeinsätzen. Ihre beiden bisher einzigen Tore erzielte sie beim 2:1-Sieg gegen Neuseeland im Rahmen des Zypern-Cup 2014 am 7. März 2014. Im Sommer 2014 konnte sie sich mit der Nationalmannschaft erstmals für die Weltmeisterschaft 2015 qualifizieren. Im Mai 2015 wurde sie für das WM-Kader nominiert. Bei der WM kam sie in den drei Gruppenspielen zum Einsatz und erzielte beim 10:1-Sieg gegen Ecuador das Tor zum 2:0-Zwischenstand.
Nach der WM qualifizierten sich die Schweizerinnen auch erstmals für eine EM-Endrunde. Dabei wurde sie in sechs Qualifikationsspielen eingesetzt. Bei der Endrunde wurde sie in den drei Gruppenspielen eingesetzt, nach denen die Schweizerinnen ausschieden.
In der Qualifikation für die WM 2019 wurde sie nur einmal nicht eingesetzt. Letztlich scheiterten sie in den Playoffs an Europameister Niederlande.
In der Qualifikation für die EM 2022 wurde sie in allen zehn Spielen eingesetzt. Letztlich qualifizierte sich das Team in den Playoffs gegen Tschechien, nachdem beide Spiele 1:1 und durch einen Sieg im Elfmeterschiessen geendet hatten.  Sie stand in allen drei Gruppenspielen in der Startformation der Schweizerinnen. Die Schweiz schied nach der Vorrunde aus.
In den ersten sechs Spielen der Qualifikation für die WM 2023 wurde sie viermal eingesetzt, u. a. beim vorentscheidenden 2:1-Sieg in Italien. Die Schweizerinnen qualifizierten sich als beste Gruppenzweite für die Gruppenphase, wo sie sich durch den Gewinn ihrer Gruppe für den Achtelfinal qualifizierten, dort aber gegen Spanien ausschieden.

## Persönliches
Ihr Vater Isaac Tesma ist Pastor der Bethel Christian Church in Zürich.

## Erfolge
- Schweizer Meisterin: 2009/10
- Schweizer Cupsiegerin: 2013/14
- Zypern-Cup-Siegerin: 2017
- Italienische Meisterin: 2023/24
- Italienische Cupsiegerin: 2023/24